# Portail de la rivière Vienne
Le portail de la rivière Vienne, en allemand : Wienflussportal, est un monument de style Art nouveau situé à Vienne en Autriche.

## Localisation
La portail de la rivière Vienne se dresse à l'endroit où la rivière Vienne refait surface, après son parcours souterrain, à l'entrée sud du Stadtpark, à côté de la station de métro Stadtpark le long de la Johannessgasse, à l'est du centre-ville, dans le troisième arrondissement de Vienne dénommé Landstrasse.

## Historique

### Régulation de la rivière Vienne
La rivière Vienne, qui a donné son nom à la ville, est un torrent de montagne qui prend sa source dans le Wienerwald (bois de Vienne) et rejoint le canal du Danube à hauteur de l'observatoire astronomique Urania érigé par Max Fabiani, dans l'angle nord-est du centre de la ville de Vienne.
Cette rivière a de longue date provoqué des inondations dévastatrices : des inondations majeures ont été signalées en 1295, 1405 et 1670, le jardin du château de Schönbrunn a été dévasté par les inondations en 1741 et 1785 et, au XIXe siècle, la rivière a provoqué des inondations et des destructions à Vienne à près de 25 reprises de 1805 à 1899. 
Deux projets de régulation du cours de la rivière Vienne sont élaborés en 1713 et 1781 mais ils ne sont pas réalisés.
Peu après la crue du siècle survenue le 18 mai 1851 qui a a causé des dégâts considérables à Vienne, des mesures sont prises pour rendre la rivière plus droite, plus étroite et plus profonde dans son cours inférieur, mais il faut attendre la fin du siècle pour qu'un chantier complet de régulation de la Vienne soit effectué de 1894 à 1904, en parallèle avec le chantier de construction de la ligne de chemin de fer métropolitain léger Wiental-Donaukanal Stadtbahn par l'architecte Otto Wagner,.
Les dernières inondations dévastatrices ont lieu en mai 1899 alors que les travaux de régulation du fleuve étaient en cours : les ouvriers peuvent s'échapper à la dernière seconde, alors que des outils et du matériel sont emportés. Après cette tempête, les travaux sont poursuivis et, à l'automne 1899, la régulation de la rivière a été achevée.
À la suite de ces travaux, la Vienne est enterrée dans une série d'aqueducs couverts à partir de la Steggasse avant de réémerger dans le Stadtpark (parc municipal).

### Portail de la rivière Vienne (Wienflussportal)
La conception d'un complexe monumental  à l'endroit où la rivière Vienne refait surface dans le Stadtpark remonte à l'architecte Rudolf Krieghammer,,,. Après sa mort en 1898, la ville de Vienne charge l'architecte Friedrich Ohmann de la planification, et ce dernier engage en 1900 l'architecte Josef Hackhofer comme assistant,,,.
Le permis de bâtir est accordé par la municipalité de Vienne le 21 janvier 1903, les travaux dirigés par Ohmann et Hackhofer se déroulent de 1903 à 1906 et le monument est inauguré le 15 novembre 1906,,,.
L'un des projets originaux d'Ohmann, consistant à installer une chute d'eau au niveau de l'arche ainsi que des statues d'éléphants crachant de l'eau dans la rivière, n'a jamais été réalisé,,,.

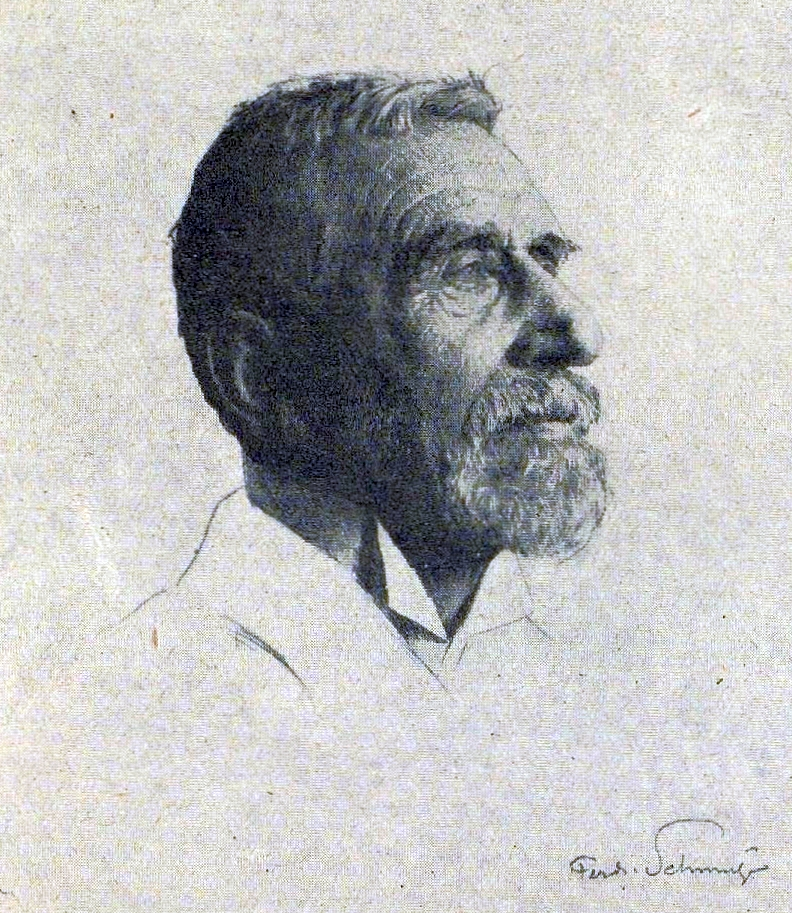
Friedrich Ohmann, gravure de Ferdinand Schmutzer.
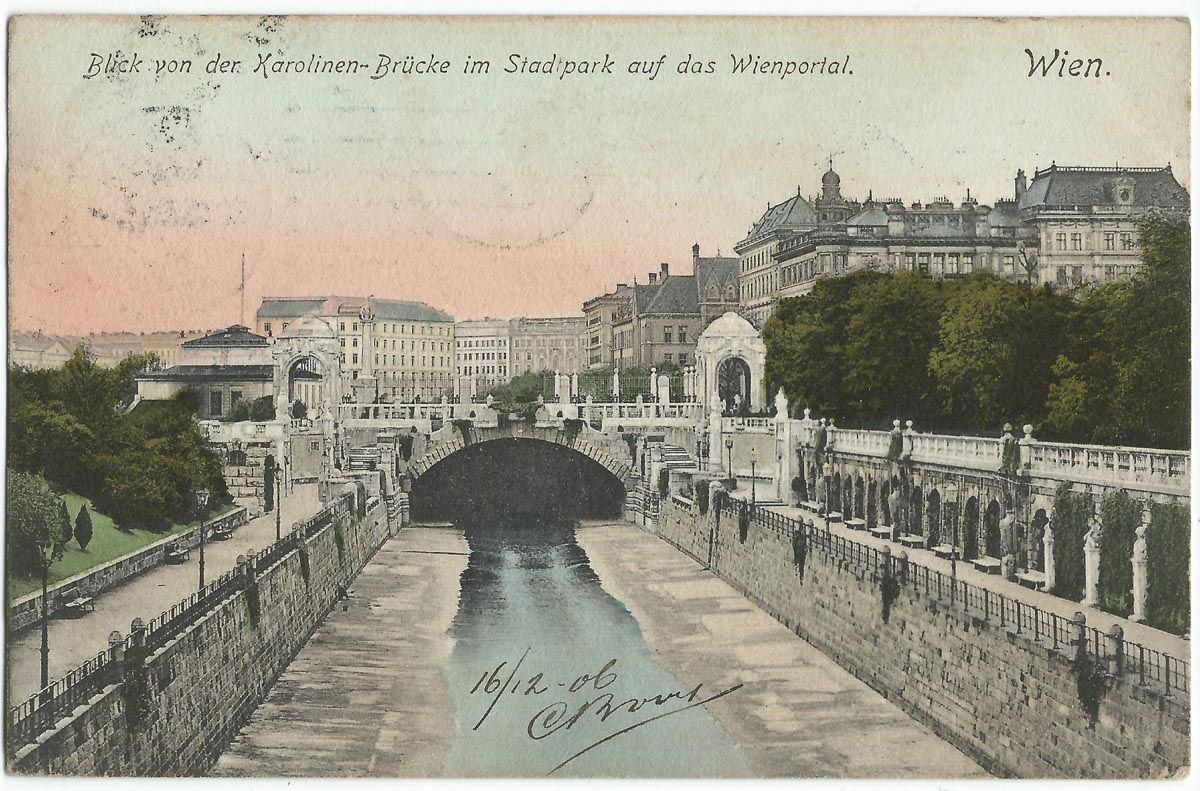
Vue ancienne du Wienflussportal.
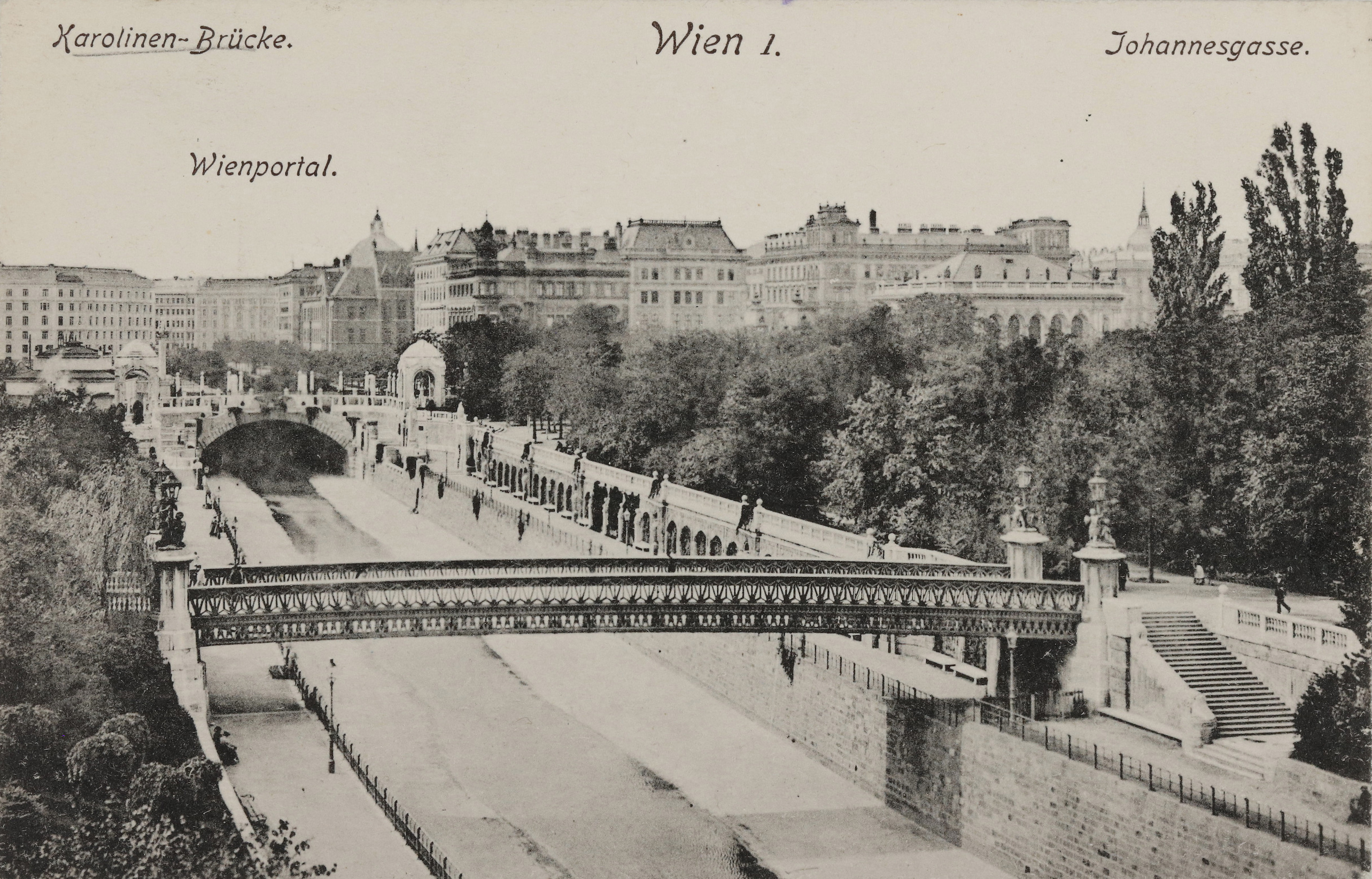
Vue ancienne du Wienflussportal et du Karolinenbrücke.

### L'entrée du site
L'entrée sud du Stadtpark le long de la Johannessgasse, à gauche de la station de métro Stadtpark, est marquée par une grille délimitée de part et d'autre par deux hautes colonnes dont le fût lisse est orné de rudentures à la base et se termine par un chapiteau toscan qui porte deux aigles noirs, une couronne de laurier, arborant en lettres d'or les initiales « GW », et un vase de pierre.
La grille est soutenue par quatre piliers ornés de bas-reliefs représentant des silhouettes de femmes de style Art nouveau.

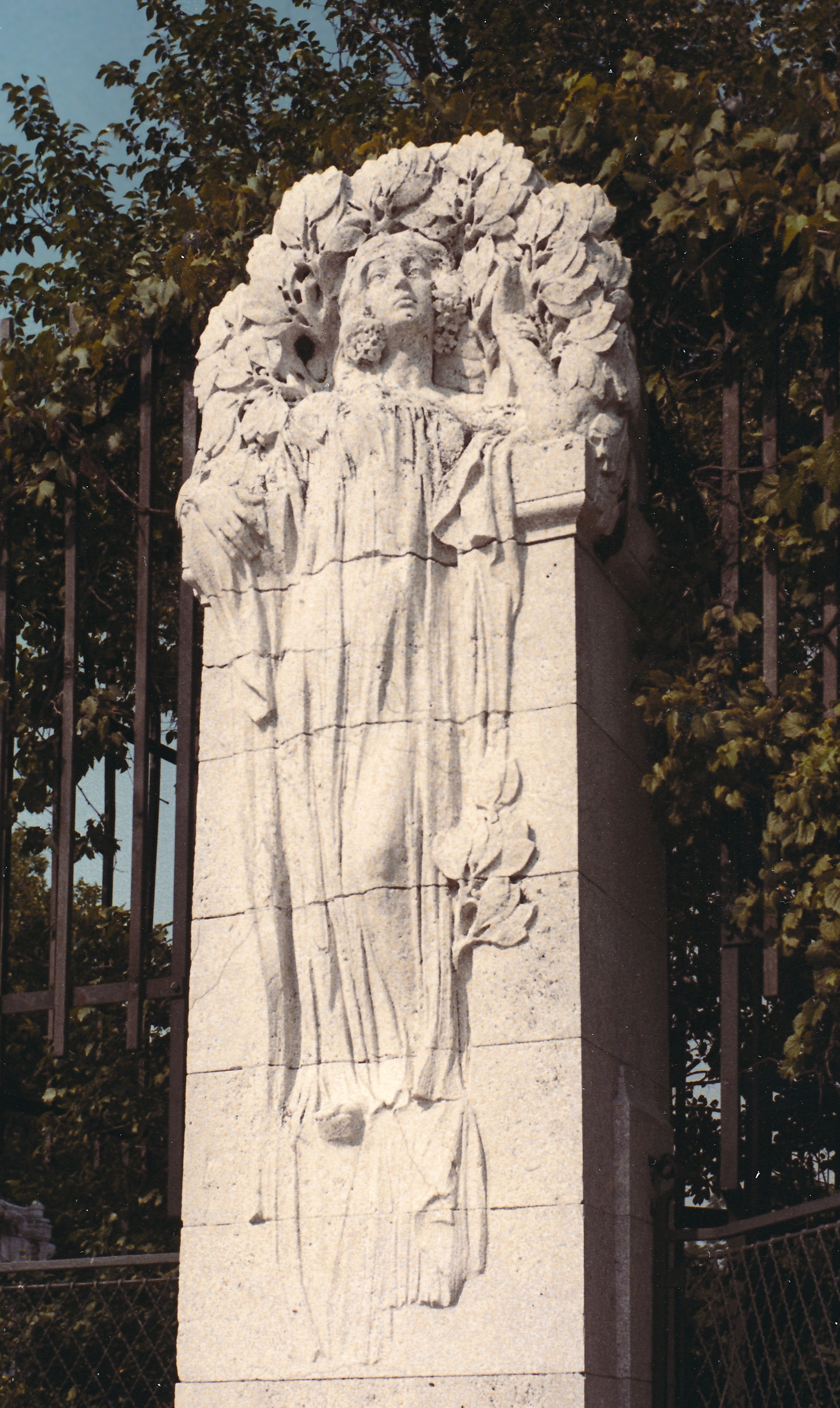
Silhouette de femme de style Art nouveau.
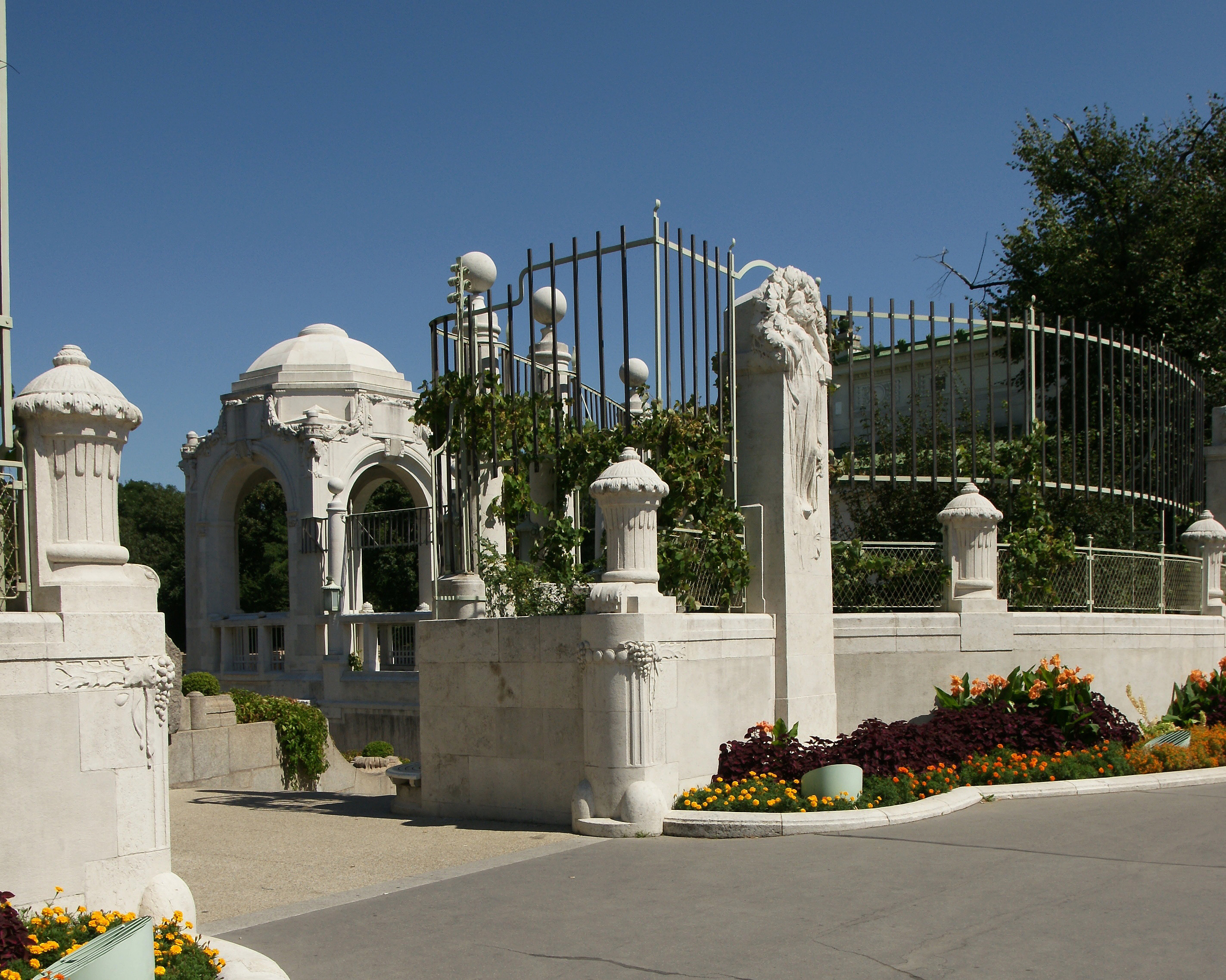
L'entrée du site.
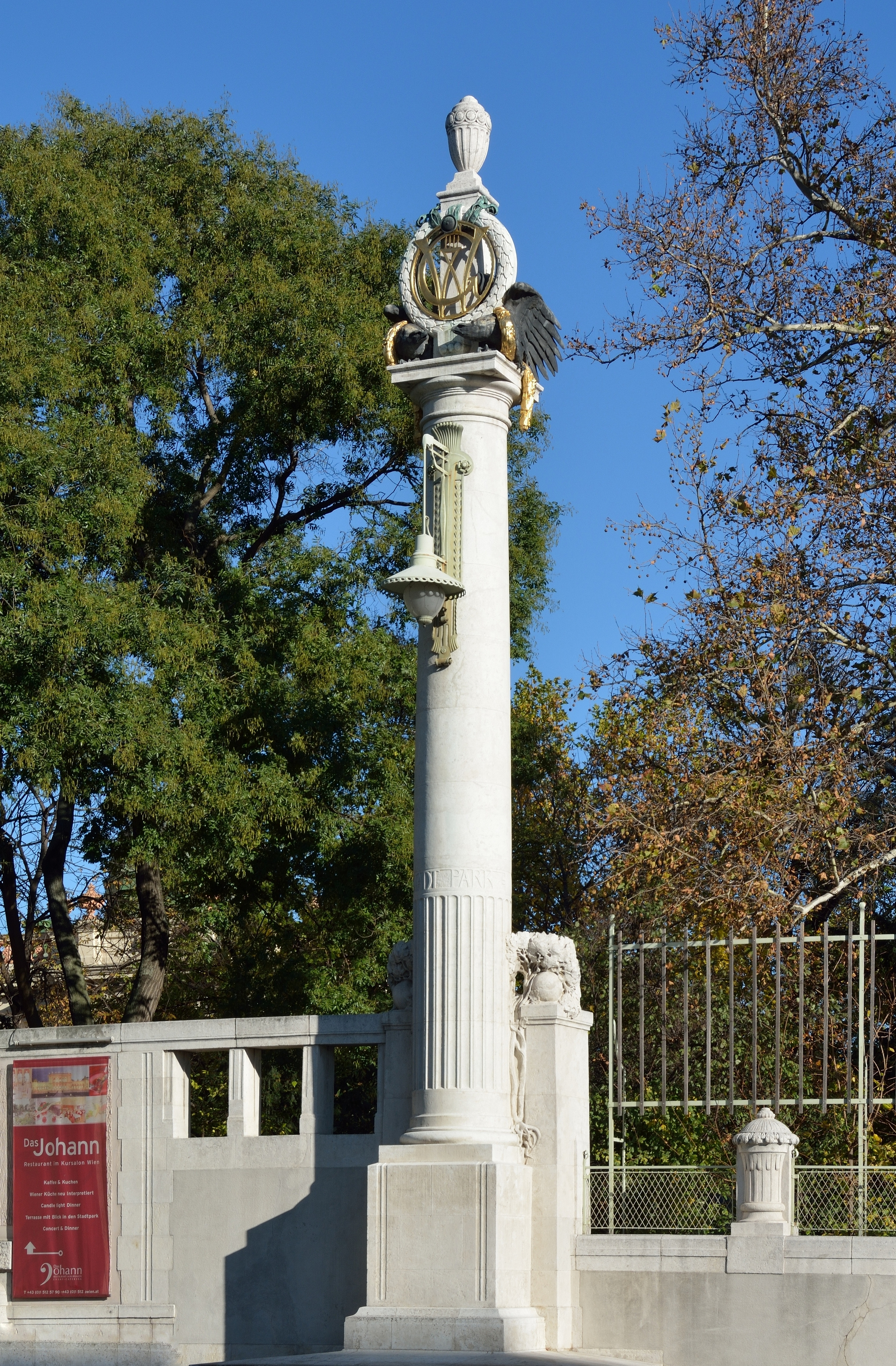
Colonne.
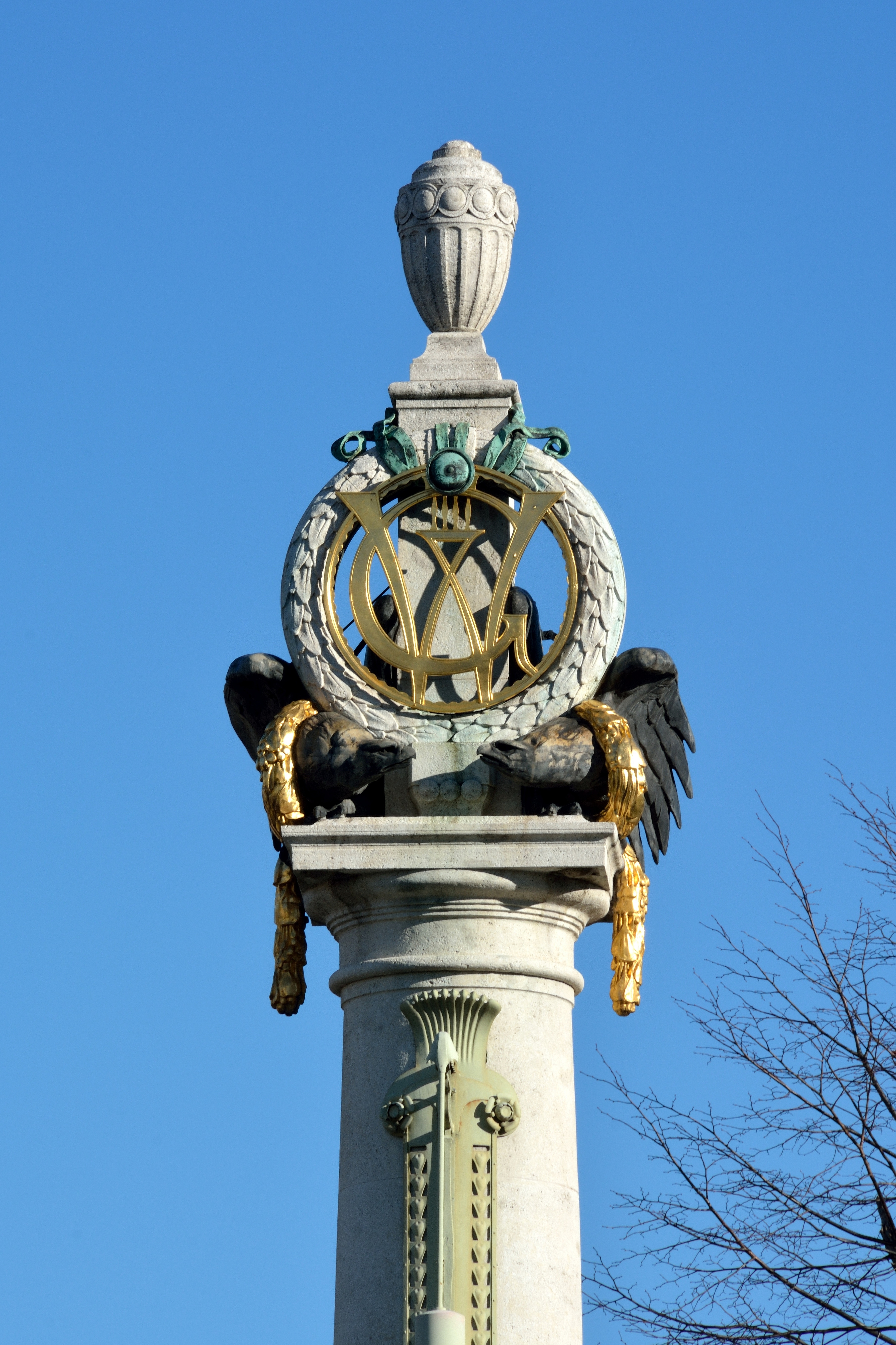
Chapiteau.

### Le portail de la rivière Vienne
Le portail de la rivière Vienne est un ensemble de pavillons et de quais à mi-chemin entre historicisme et Art nouveau qui complètent joliment la station de métro Stadtpark adjacente construite par Otto Wagner en 1899.
Dans le projet d'Ohmann et Hackhofer, le sombre tunnel de la rivière Vienne a été transformé en une grotte d'où la rivière sort pour passer entre deux bassins semi-circulaires ornant les quais, en hauteur par rapport au lit normal de la rivière.
La composition monumentale est dominée par deux pavillons carrés ouverts surmontés chacun d'une coupole, au pied desquels des escaliers mènent aux quais de la Vienne,,.
À l'ouest, le quai de la rive gauche est surmonté d'un mur à bossages plats à refends orné de statues de femmes de style Art nouveau représentant les saisons, réalisées en haut-relief par Franz Klug et de niches abritant des grands vases Art nouveau de couleur bleu cobalt dessinés par Friedrich Ohmann, qui ont été reconstruits car cinq des six vases ont été détruits pendant la Seconde Guerre mondiale,.

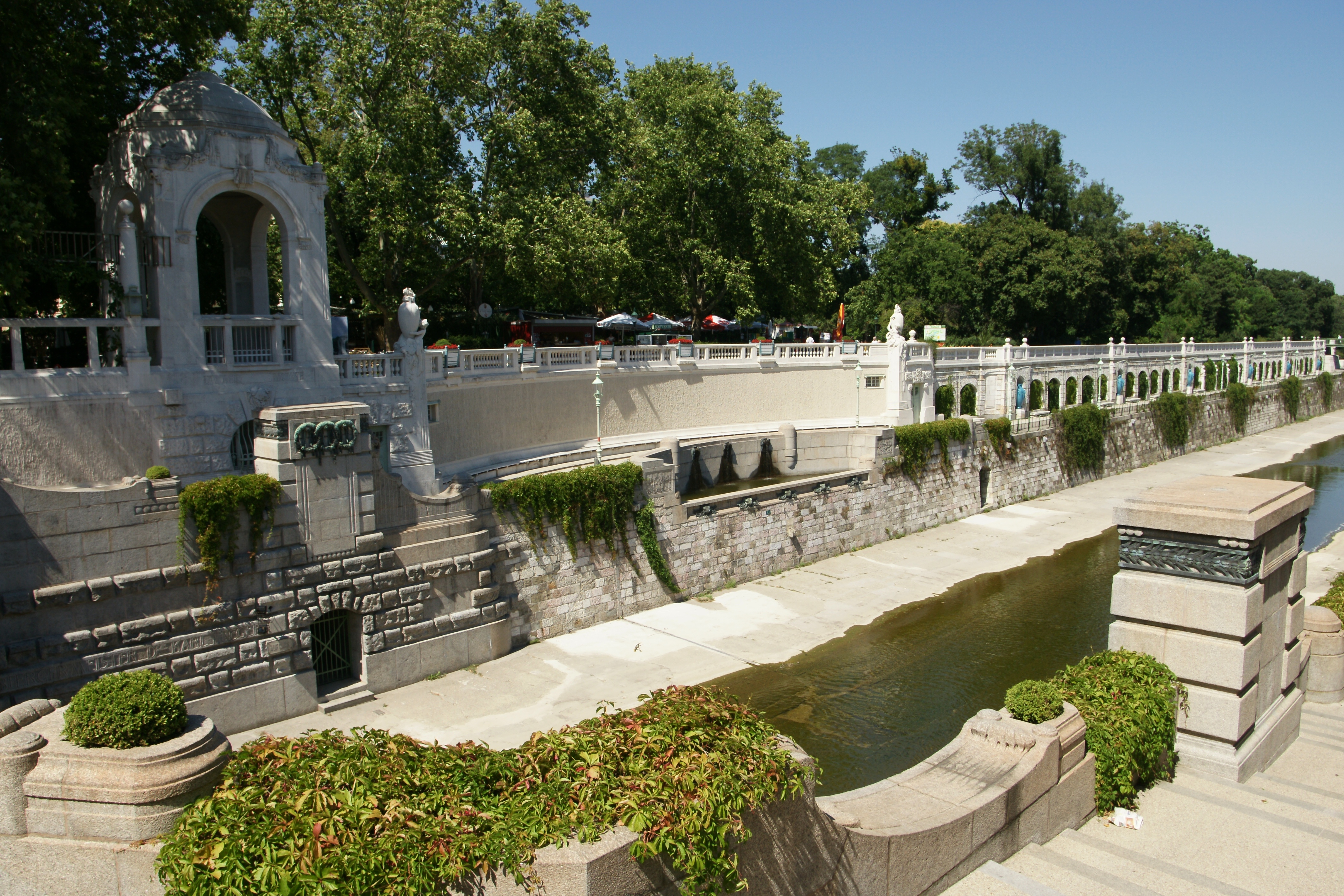
La rive gauche.
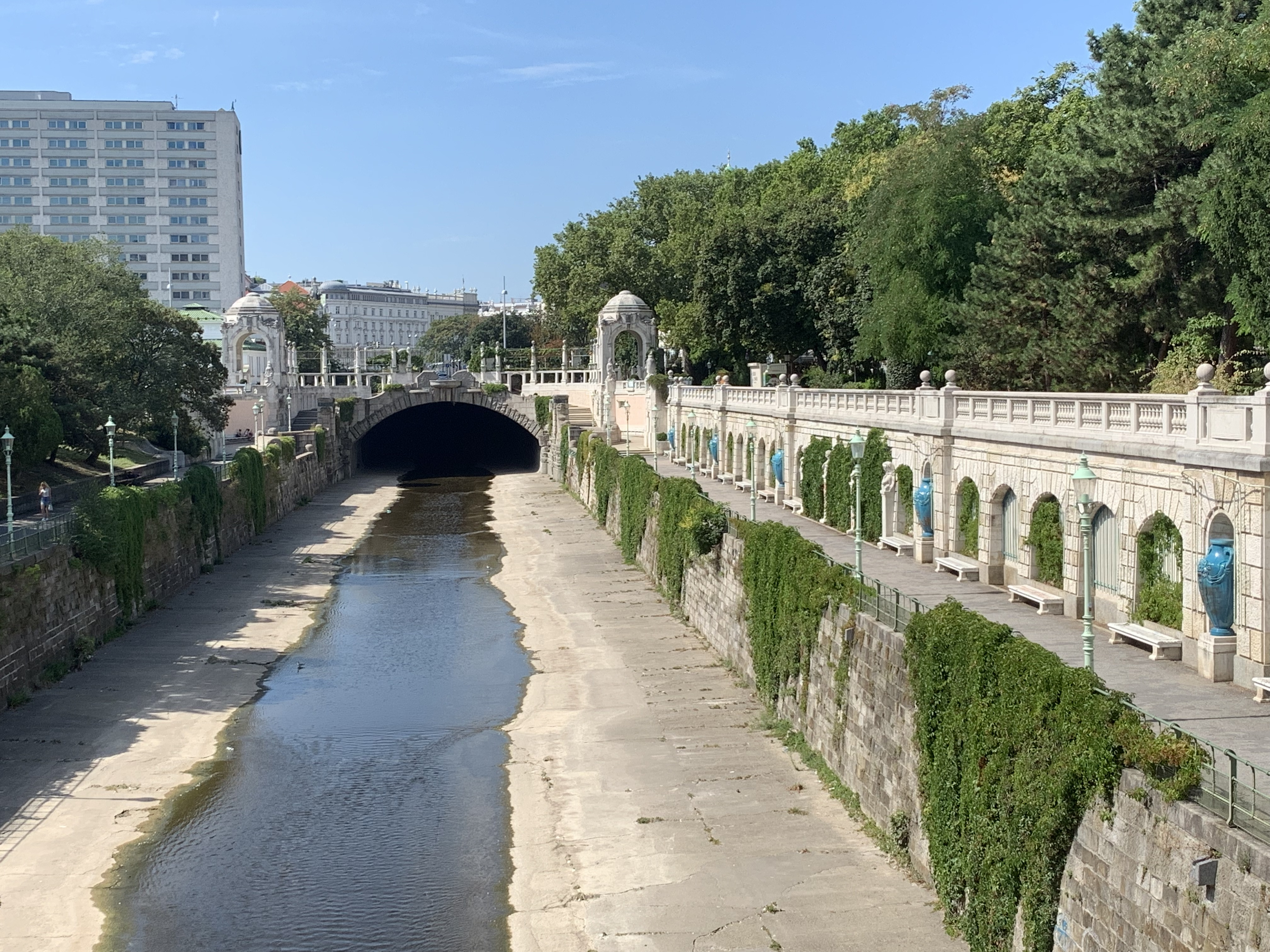
Le lit de la rivière.
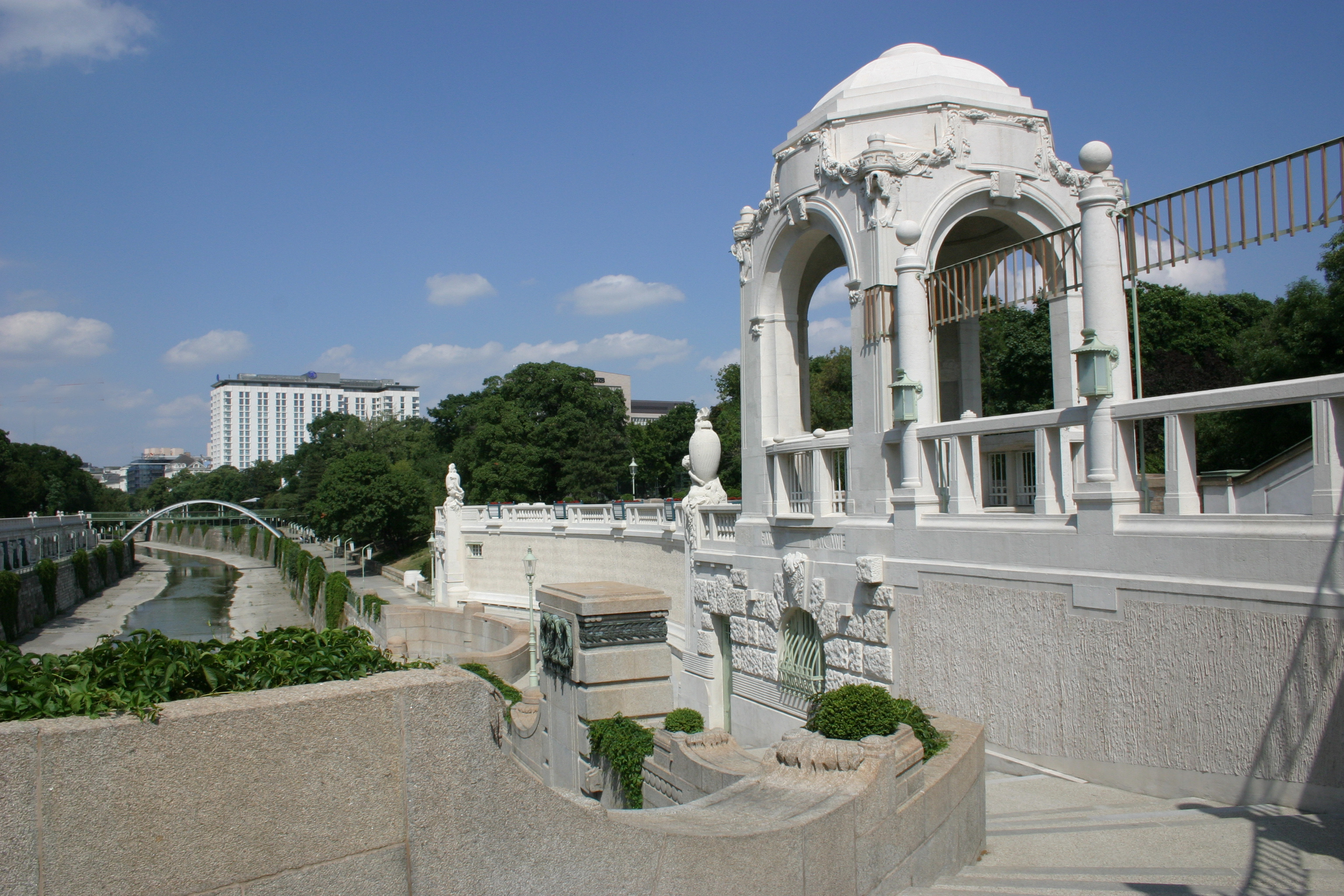
Le pavillon de la rive droite.
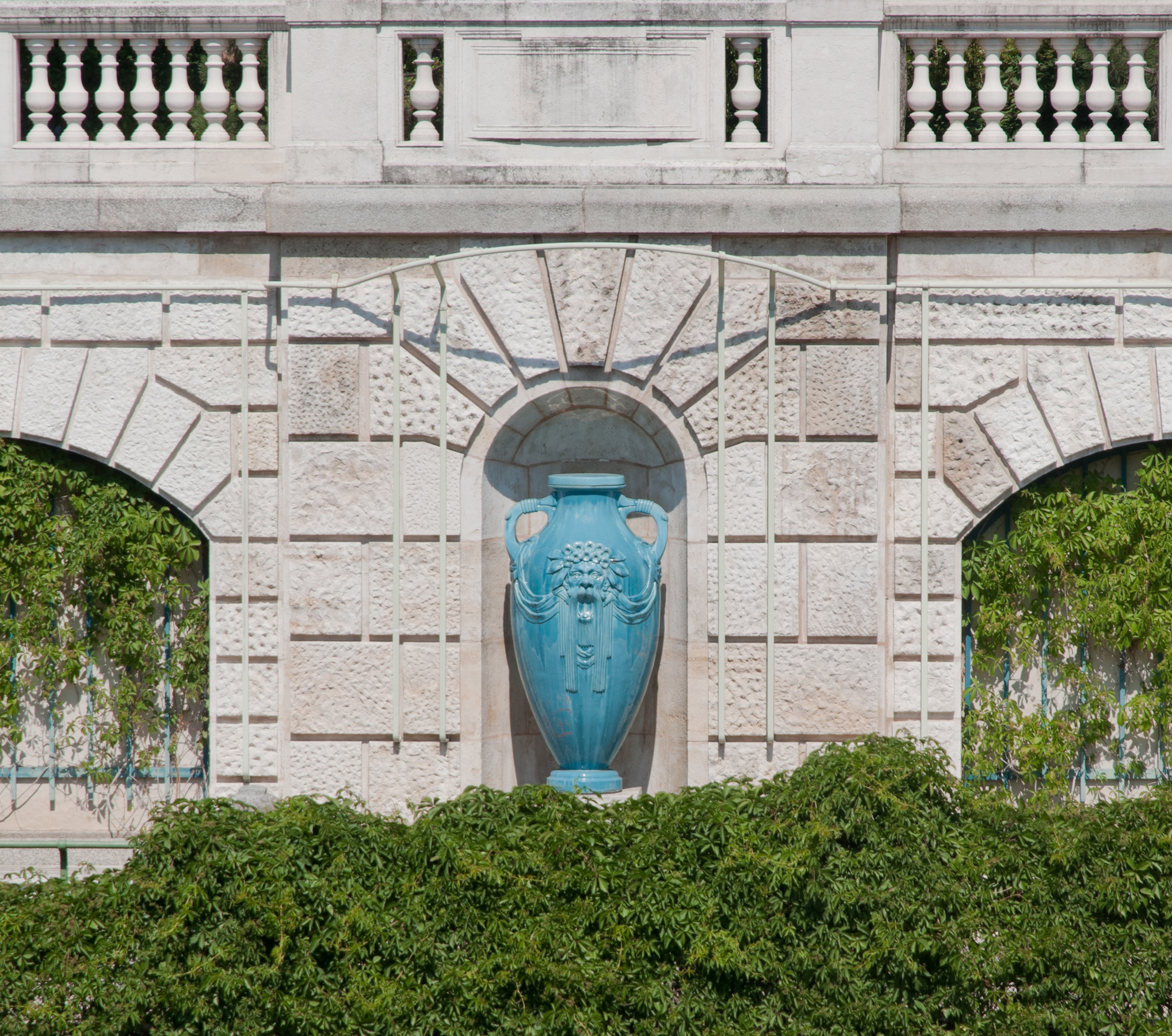
Vase.

## Numismatique
Le portail de la rivière Vienne et un des piliers de la grille de la Johannesgasse sont représentés sur une pièce d'or de 100 euros émise en 2006.

## À proximité
- Stadtpark
- Kursalon Hübner
- Monument Johann-Strauss
- Stadtpark (métro de Vienne)